# Augusto Cavadi
Augusto Cavadi (Palermo, 1950) è un saggista italiano.

## Biografia
Augusto Cavadi è tra i pionieri della filosofia-in-pratica contemporanea.  Ha esposto le principali concezioni della filosofia-in-pratica, e fra esse anche la propria interpretazione, nel volume Filosofia di strada. La filosofia-in-pratica e le sue pratiche (Di Girolamo, Trapani 2010). Attualmente è docente di filosofia, storia ed educazione civica presso il Liceo “G. Garibaldi” di Palermo; consulente filosofico riconosciuto dell'associazione nazionale “Phronesis”; socio dell'Associazione teologica italiana; presidente della Scuola di formazione etico-politica Giovanni Falcone di Palermo. Collabora stabilmente con La Repubblica-Palermo e con Centonove di Messina. In base alla sua idea di filosofia esposta nel volume E, per passione, la filosofia. Breve introduzione alla più inutile di tutte le scienze, Di Girolamo, Trapani 2007, la riflessione critica non può avere come oggetto principale  - né tanto meno esclusivo – sé stessa, ma deve esercitarsi sugli interrogativi che il cosmo, la storia e la società pongono (spesso impongono con urgenza) all'essere umano. Le sue principali pubblicazioni possono essere dunque raggruppate in quattro sezioni, a seconda delle tematiche affrontate: la filosofia come servizio sociale; la pedagogia e le prassi educative; la politica con particolare riferimento agli intrecci mafiosi; la vita spirituale in senso ampio e le problematiche teologiche.

## Opere
la filosofia come servizio sociale
- Jacques Maritain fra moderno e post-moderno, Edisco, Torino, 1998
- Quando ha problemi chi è sano di mente. Un'introduzione al philosophical counseling, Rubbettino, Soveria Mannelli, 2003
- E, per passione, la filosofia. Breve introduzione alla più inutile di tutte le scienze, Di Girolamo, Trapani, 2006
- Chiedete e non vi sarà dato. Per una filosofia (pratica) dell'amore, Petite Plaisance, Pistoia, 2009
- Filosofare dal quotidiano. Consulenza a mezzo stampa, Roma, 2009
- L'amore è cieco ma la mafia ci vede benissimo, Coppola, Trapani, 2010
- La filosofia vi farà liberi. Un'interpretazione delle pratiche filosofiche, BBN editrice, Torino, 2012

la pedagogia e le prassi educative
- Volontariato in crisi? Diagnosi e terapia, Il pozzo di Giacobbe, Trapani, 2003
- A scuola di antimafia, Di Girolamo, Trapani, 2004
- Gente bella. Volti e storie da non dimenticare. Con una lettera di Maria D'Asaro a Peppino Impastato, Il pozzo di Giacobbe, Trapani, 2004
- Strappare una generazione alla mafia. Lineamenti di pedagogia alternativa, Di Girolamo, Trapani, 2005
- Come posso fare di mio figlio un uomo d'onore?, Coppola, Trapani, 2009

la politica con particolare riferimento agli intrecci mafiosi
- Il vangelo e la lupara. Materiali su chiese e mafia, 2 voll., Dehoniane, Bologna, 1994
- Ripartire dalle radici. Naufragio della politica e indicazioni dall'etica, Cittadella, Assisi, 2000
- Le ideologie del Novecento. Cosa sono state, come possono rifondarsi, Rubbettino, Soveria Mannelli, 2001
- Liberarsi dal dominio mafioso. Che cosa può fare ciascuno di noi qui e subito, Dehoniane, Bologna, 2003, 2ª ed.
- La mafia spiegata ai turisti, Di Girolamo, Trapani, 2007
- I siciliani spiegati ai turisti, Di Girolamo, Trapani, 2011
- Centouno storie di mafia che non ti hanno mai raccontato, Newton Compton, Roma, 2011
- La bellezza della politica. Attraverso e oltre le ideologie del Novecento, Di Girolamo, Trapani, 2011

la vita spirituale in senso ampio e le problematiche teologiche
- Pregare senza confini. Preghiere di tutti i tempi e paesi per gruppi giovanili, Paoline, Milano, 1990
- Ciascuno nella sua lingua. Tracce per un'altra preghiera, Augustinus, Palermo, 1991
- Le nuove frontiere dell'impegno sociale, politico, ecclesiale, Paoline, Milano, 1992
- Pregare con il cosmo. Tracce di preghiera per gruppi interconfessionali, Paoline, Milano, 1992
- Essere profeti oggi. La dimensione profetica dell'esperienza cristiana, Dehoniane, Bologna 1997
- In verità ci disse altro. Oltre i fondamentalismi cristiani, Falzea, Reggio Calabria, 2008
- Il Dio dei mafiosi, San Paolo, Cinisello Balsamo, 2009
- Non lasciate che i bambini vadano a loro. Chiesa cattolica e abusi sessuali, Falzea, Reggio Calabria, 2010
- Il Dio dei leghisti, San Paolo, Cinisello Balsamo, 2012
- Mosaici di saggezze - Filosofia come nuova antichissima spiritualità, Diogene Multimedia, Bologna, 2015

Ha contribuito con la voce Pedagogia, al cd-rom La Mafia. 150 anni di storia e storie, Cliomedia Officina (distribuito da La Repubblica), Torino 1998.